# Сатрапа
Сатра́па (Satrapa icterophrys) — вид горобцеподібних птахів родини тиранових (Tyrannidae). Мешкає в Південній Америці. Це єдиний представник монотипового роду Сатрапа (Satrapa).

## Опис

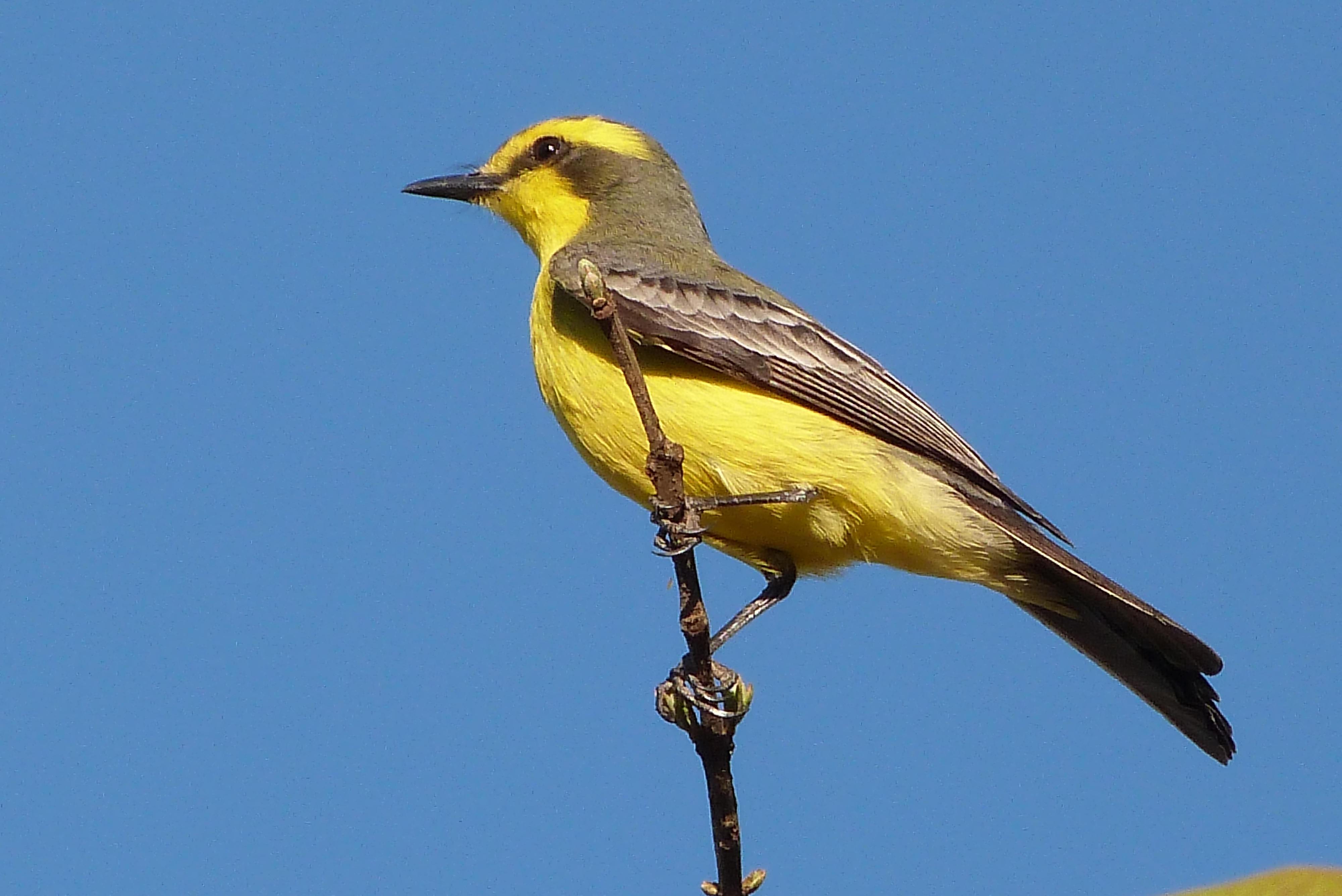
Сатрапа

Довжина птаха становить 16=16,5 см, вага 20 г. Верхня частина тіла оливково-зелена, тім'я сіре. Через очі проходять чорнуваті смуги, щоки чорнуваті, над очима жовті "брови". Крила чорнуваті з сірими краями і двома нечіткими світло-сірими смужками. Хвіст чорнуватий, крайні стернові пера мають білі кінчики. Нижня частина тіла яскраво-жовта. Дзьоб короткий, вузький. лапи короткі. У самиць нижня частина тіла дещо тьмяніша, ніж у самців, а груди мають оливковий відтінок. Смуга, яка прохоить через очі, у них блідіша.

## Таксономія і систематика
Молекулярно-генетичне дослідження, проведене Телло та іншими в 2009 році дозволило дослідникам краще зрозуміти філогенію родини тиранових. Згідно із запропонованою ними класифікацією, рід Сатрапа (Satrapa) належить до родини тиранових (Tyrannidae), підродини Віюдитиних (Fluvicolinae) і триби Монжитових (Xolmiini). До цієї триби систематики відносять також роди Гохо (Agriornis), Негрито (Lessonia), Дормілон (Muscisaxicola) Смолик (Hymenops), Ада (Knipolegus), Монжита (Xolmis), Сивоголовий кіптявник (Cnemarchus), Пепоаза (Neoxolmis) і Кіптявник (Myiotheretes).

## Поширення і екологія
Сатрапи мешкають в центральній Венесуелі і північно-східній Колумбії, а також в центральній і східній Болівії, центральній і східній Бразилії, північній і північно-східній Аргентині, Парагваї і Уругваї. Частина південних популяцій взимку мігрує на північ до Бразильської Амазонії, північної Болівії та на крайній південний схід Перу. Сатрапи живуть у вологих рівнинних і гірських тропічних лісах, на болотах і луках, в галерейних лісах та на пасовищах. Зустрічаються на висоті до 2600 м над рівнем моря.

## Поведінка
Сатрапи зустрічають переважно поодинці або парами. Моногамні, утворюють тривалі пари, які залишаються протягом року. Живляться комахами, яких шукають серед рослинності. Гніздо чашоподібне. Сатрапи іноді стають жертвами гніздового паразитизму синіх вашерів.